# Fondations de la famille Koch
Pour un article plus général, voir Activités politiques des frères Koch.
Les fondations de la famille Koch sont un ensemble de fondations de charité aux États-Unis associé à la famille de Fred C. Koch. Les plus importantes d'entre elles sont la Charles Koch Foundation et la David H. Koch Charitable Foundation, créée par Charles Koch and David Koch, deux fils de Fred C. Koch, détenteur de la majorité des actions de la Koch Industries, un conglomérat du secteur pétrolier, papetier et chimique, deuxième plus grande compagnie privée des États-Unis. Les fondations des frères Koch ont permis le développement par le financement de nombre d'organisations et groupes de réflexion libertariens et conservateurs. Ce financement permet l'expansion des volontés politiques de la famille Koch aux États-Unis comme le climatoscepticisme, la baisse des taxes et des impôts, ainsi que de la réduction de la place de l'État et l'expansion d'une économie de marché. Les domaines s'étendent vers la recherche contre le cancer, l'art, la science et l'éducation.

## Liste des fondations

### Fred C. and Mary R. Koch Foundation
Les fondations de la famille Koch ont commencé en 1953 avec la fondation Fred C. and Mary R. Koch. Cette fondation a été créée pour soutenir les « arts, l'intendance environnementale, les services à la personne, et l'éducation » via le financement de programmes à l'université du Kansas. Elle développe également le programme Youth Entrepreneurs visant à encourager l'entrepreneuriat dès l'université ; finance Gilder Lehrman Institute of American History, qui a pour but d'améliorer les programmes scolaires en Histoire.  Elle supporte enfin le Bill of Rights Institute, une organisation qui souhaite renforcer l'éducation sous le prisme des textes fondateurs, comme la Déclaration d'indépendance, ou la Constitution. La fondation finance enfin des associations environnementales et des programmes visant à renforcer l'étude des sciences naturelles, notamment l'association The Nature Conservancy,.

### Charles G. Koch Charitable Foundation
La Charles G. Koch Charitable Foundation a été créée en 1980 par Charles Koch. Elle a pour but d'améliorer le progrès social et le bien-être par le développement et l'application de la « Science de la Liberté ».
La fondation de charité de Charles G. Koch a formé des groupes d'études, formés d'universitaire, (les Koch Scholars) qui étudient « une sélection de livres, de films, et de podcasts sous l'égide du principe d'une société libre ». Des groupes ont ainsi été formés à la Jon M. Huntsman School of Business de l'université d'État de l'Utah et de l'université de l'Alaska à Fairbanks,.
La Charles G. Koch Charitable Foundation a offert au climato-sceptique Willie Soon près 230 000 dollars, selon Greenpeace et en vertu du Freedom of Information Act.
En 2011, la Charles G. Koch Charitable Foundation a donné 25 000 dollars au Heartland Institute, un think tank libertarien et conservateur de Chicago, et fervent supporteur du climato-scepticisme.
En 2011, la Charles G. Koch Charitable Foundation se divise entre le Charles Koch Institute et la Charles Koch Foundation.

### Charles Koch Institute
L'Institut Charles Koch, crée en 2011, est actif dans le domaine de l'éducation et de la recherche dans le but de renforcer le libéralisme économique.
L'institut, qui sert les volontés de la famille Koch, a beaucoup travaillé avec l'administration Obama, la ACLU, le Center for American Progress, Families Against Mandatory Minimums, la Coalition for Public Safety, la MacArthur Foundation et d'autres organisations de gauche afin de promouvoir leurs idéaux libertariens,.

### Charles Koch Foundation
La fondation Charles Koch est créée également en 2011, et a pour but de favoriser les programmes d'éducation supérieurs qui analyse l'impact positif de sociétés libéralisées sur le bien-être de chacun. La Charles Koch Foundation a financé plus de 300 universités en 2014 selon leur site internet. 

### David H. Koch Charitable Foundation
David H. Koch créé la David H. Koch Charitable Foundation, qui finance la recherche contre le cancer ainsi que nombre d'organisations artistiques et scientifiques comme le American Ballet Theatre, New York City Ballet, Lincoln Center for the Performing Arts, le Metropolitan Museum of Art, et le American Museum of Natural History,.
La fondation « a contribué à hauteur d'1,2 million de dollars pour les institutions d'éducation et de culture, la recherche contre le cancer et les centres médicaux, et pour l'aide aux organisations de politiques publiques ».
La David H. Koch Charitable Foundation est l'un des membres de Americans for Prosperity. David H. Koch est l'un des membres du directoire de l'AFP Foundation.

## Dépenses
Entre 2005 et 2011, l'American Legislative Exchange Council (ALEC), une organisation à but non lucratif ayant pour but de favoriser les structures au niveau fédéral, c'est-à-dire de baisser l'importance de l'État, a été financé à hauteur de 348 858 dollars par la Charles G. Koch Charitable Foundation, selon Greenpeace.
Entre 1986 et 1990, le groupe politique conservateur Citizens for a Sound Economy a reçu près de 4,8 millions de dollars de la part des fondations de la famille Koch. Le Competitive Enterprise Institute, think tank libertarien promouvant la liberté de compétition entre les entreprises, fut en partie créée par les frères Koch,.
La fondation Americans for Prosperity, puissante et influente association, reçoit régulièrement des sommes importantes (un million de la part de la fondation de David H. Koch) des fondations de la famille Koch.
De 2009 à 2023, Students for Liberty reçoit plus d'un million de dollars de la part de diverses fondations de la famille Koch,,.